# Liste der Kulturdenkmale in Crinitzberg

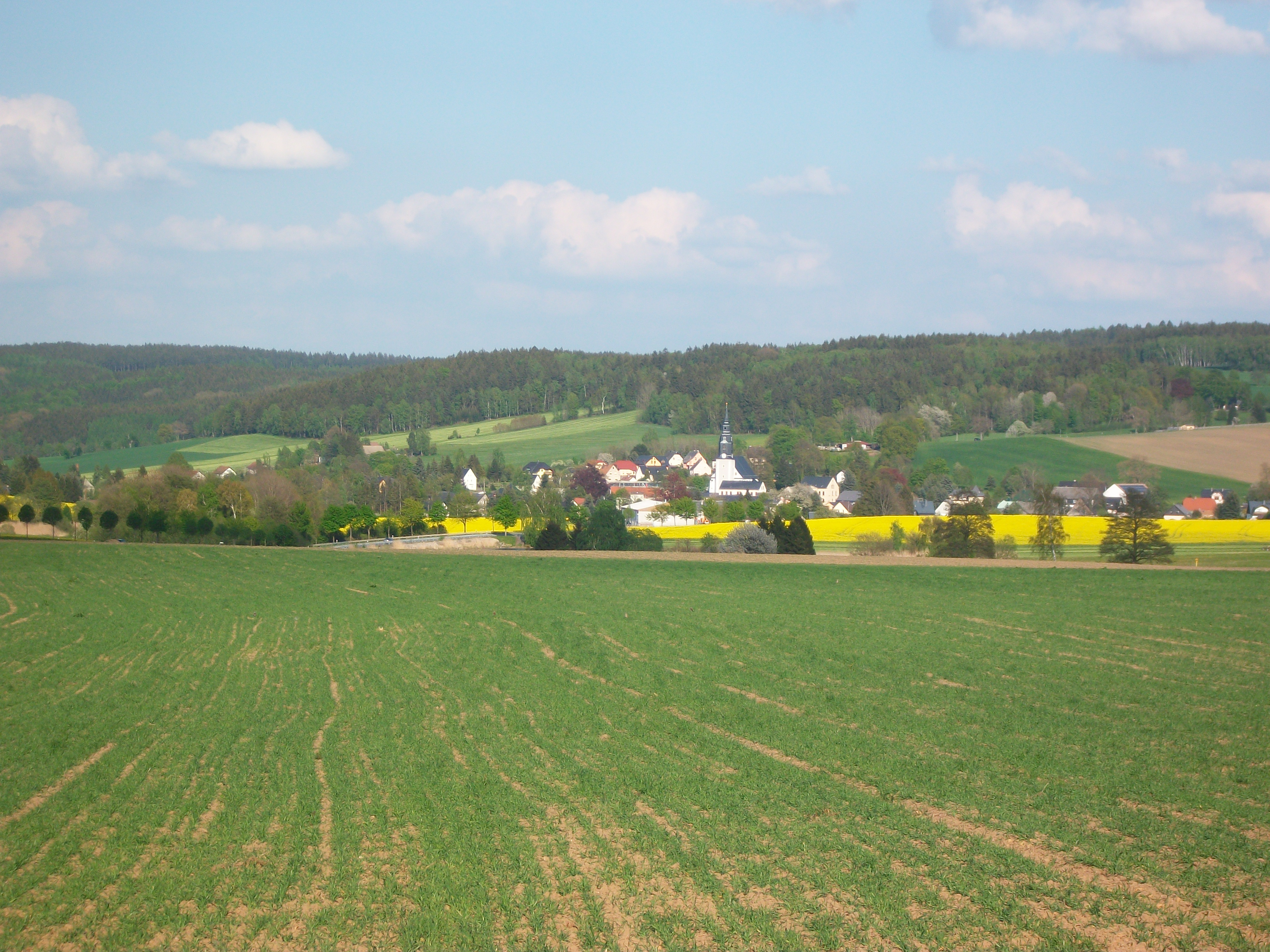
Blick auf Bärenwalde

Die Liste der Kulturdenkmale in Crinitzberg enthält die Kulturdenkmale in Crinitzberg.
Diese Liste ist eine Teilliste der Liste der Kulturdenkmale in Sachsen.

## Legende
- Bild: Bild des Kulturdenkmals, ggf. zusätzlich mit einem Link zu weiteren Fotos des Kulturdenkmals im Medienarchiv Wikimedia Commons. Wenn man auf das Kamerasymbol klickt, können Fotos zu Kulturdenkmalen aus dieser Liste hochgeladen werden:
- Bezeichnung: Denkmalgeschützte Objekte und ggf. Bauwerksname des Kulturdenkmals
- Lage: Straßenname und Hausnummer oder Flurstücknummer des Kulturdenkmals. Die Grundsortierung der Liste erfolgt nach dieser Adresse. Der Link (Karte) führt zu verschiedenen Kartendiensten mit der Position des Kulturdenkmals. Fehlt dieser Link, wurden die Koordinaten noch nicht eingetragen. Sind diese bekannt, können sie über ein Tool mit einer Kartenansicht einfach nachgetragen werden. In dieser Kartenansicht sind Kulturdenkmale ohne Koordinaten mit einem roten bzw. orangen Marker dargestellt und können durch Verschieben auf die richtige Position in der Karte mit Koordinaten versehen werden. Kulturdenkmale ohne Bild sind an einem blauen bzw. roten Marker erkennbar.
- Datierung: Baubeginn, Fertigstellung, Datum der Erstnennung oder grobe zeitliche Einordnung entsprechend des Eintrags in der sächsischen Denkmaldatenbank
- Beschreibung: Kurzcharakteristik des Kulturdenkmals entsprechend des Eintrags in der sächsischen Denkmaldatenbank, ggf. ergänzt durch die dort nur selten veröffentlichten Erfassungstexte oder zusätzliche Informationen
- ID: Vom Landesamt für Denkmalpflege Sachsen vergebene, das Kulturdenkmal eindeutig identifizierende Objekt-Nummer. Der Link führt zum PDF-Denkmaldokument des Landesamtes für Denkmalpflege Sachsen. Bei ehemaligen Kulturdenkmalen können die Objektnummern unbekannt sein und deshalb fehlen bzw. die Links von aus der Datenbank entfernten Objektnummern ins Leere führen. Ein ggf. vorhandenes Icon  führt zu den Angaben des Kulturdenkmals bei Wikidata.

## Bärenwalde
| Bild                                    | Bezeichnung | Lage                               | Datierung                      | Beschreibung | ID       |
| --------------------------------------- | --- | ---------------------------------- | ------------------------------ | --- | -------- |
| Weitere Bilder                          | Kirche mit Kirchhof | Auerbacher Straße (Karte)          | 1732–1736                      | Große Saalkirche mit mehrfach gegliedertem Turmaufsatz, baugeschichtlich, ortsgeschichtlich und ortsbildprägend von Bedeutung. Verputzter Bau mit dreiseitig geschlossenem Chor. Das Äußere durch Strebepfeiler und hohe schmale Fenster gotisierend, stattlicher 52 Meter hohem Westturm. Im Innern flachgedeckt, geprägt von der einheitlichen Ausstattung. Im Saal zweigeschossige Emporen, an der Chornord- und -südseite zweigeschossige Logen mit Korbbogenöffnungen zum Chor. um 1933 Innenraum erneuert, 1945 von US-amerikanischen Granaten beschädigt, in den 1950er Jahren rekonstruiert, Weißer Kanzelaltar aus Holz mit Abendmahlsdarstellung von Gottfried Ettler aus Schneeberg, 1733. Über schräggestellten rötlichen Doppelsäulen gesprengter Giebel mit Genien und großer Gloriole. Seitlich der Säulen auf Konsolen zwei lebensgroße Personifikationen der Tugenden. Als Predellenbild das Abendmahl von Konstantin Seitz aus Schneeberg, erste Hälfte 18. Jahrhundert – Taufstein aus der gleichen Zeit – Zwei Buntglasfenster mit Darstellung der Verkündigung an die Hirten und der Frauen am Grab Christi, 1909. Orgel von Jehmlich 1960, im Gehäuse der Vorgängerorgel von Christian Friedrich Poppe aus Roda, 1795–1798. Schön gearbeitetes Bornkinnel, gestiftet 1673, Johann Heinrich Böhme dem Älteren zugeschrieben. | 08962852 |
| Direkt Bild zu diesem Denkmal hochladen | Wegestein | Auerbacher Straße (Karte)          | 19. Jahrhundert                | Verkehrsgeschichtlich von Bedeutung, in Obeliskform aus Sandstein, mit Richtungspfeilen nach Kirchberg/Auerbach und Schneeberg | 08962874 |
| Direkt Bild zu diesem Denkmal hochladen | Güterschuppen | Auerbacher Straße 2b (vor) (Karte) | um 1910                        | Fachwerk-Gebäude auf dem Gelände der Rödelbachbahn, als Bestandteil der Eisenbahnanlage der ersten sächsischen Schmalspurbahn Wilkau-Haßlau–Carlsfeld von wichtiger ortsgeschichtlicher Bedeutung. Fachwerk-Schuppen parallel zur Bahn, eingeschossig mit Drempel, flaches Satteldach. TD fraglich. | 08962863 |
| Direkt Bild zu diesem Denkmal hochladen | Häuslerhaus | Auerbacher Straße 7 (Karte)        | 1. Hälfte 19. Jahrhundert      | Obergeschoss Fachwerk, sozialgeschichtlich von Bedeutung, straßenbildprägend. Erdgeschoss massiv und verändert, Obergeschoss Fachwerk, verschiefert. | 08962875 |
| Direkt Bild zu diesem Denkmal hochladen | Villa mit Park | Auerbacher Straße 49 (Karte)       | 1920er Jahre                   | Stattliche Villa mit verbrettertem Obergeschoss, im Heimatstil der 1920er Jahre, weitgehend authentisch erhalten. Über hohem Sockelgeschoss zweigeschossig, Obergeschoss verbrettert, Walmdach mit Dachhäuschen und Dreieckfenster. | 08962855 |
|                                         | Kriegerdenkmal | Auerbacher Straße 55 (bei) (Karte) | nach 1918 (Kriegerdenkmal)     | Ortsgeschichtlich und künstlerisch von Bedeutung. Mächtiger Sandsteinmonolith mit expressionistischen Details und Inschrift. | 08962854 |
| Weitere Bilder                          | Zwei rechtwinklig zueinander stehende Wohnhäuser (darunter ein Umgebindehaus), mit Einfriedung und zwei Rundbogenbrücken | Auerbacher Straße 56 (Karte)       | 2. Hälfte 18. Jahrhundert      | Fachwerk-Wohnhäuser, darunter ein seltenes Umgebindehaus, interessant gestaltetes barockes Portal, straßenbildprägende Lage. - Erstes Wohnhaus: Erdgeschoss massiv (ehemals mit Umgebinde rechts 2/2 Joche), Sandsteingewände, schöne Tür, Obergeschoss Fachwerk, Krüppelwalmdach mit Dacherker und Dachhäuschen, - Zweites Wohnhaus: Langgestreckt, Erdgeschoss massiv, Obergeschoss Fachwerk, Walmdach, kleine Rundbogenbrücke aus Granit und zwei Torpfeiler mit Kugelbekrönung, Rundbogenbrücke im Norden des Grundstückes. | 08962856 |
| Direkt Bild zu diesem Denkmal hochladen | Zwei Häuslerhäuser | Auerbacher Straße 65; 67 (Karte)   | 1. Hälfte 19. Jahrhundert      | Ensemble zweier kleiner, schieferverkleideter Fachwerk-Wohnhäuser, weitgehend original erhalten. Erdgeschoss massiv, Obergeschoss Fachwerk, komplett mit Schiefer verkleidet. | 08962868 |
| Direkt Bild zu diesem Denkmal hochladen | Hakenförmige Scheune, Stallgebäude (mit Oberlaube) und Taubenhaus eines Vierseithofes                                    | Auerbacher Straße 68 (Karte)       | 19. Jahrhundert                | Wirtschaftsgeschichtlich von Bedeutung, Stallgebäude mit Oberlaube Seltenheitswert, einziges Beispiel dieser Art im Ort. Ursprünglich auf einer Insel mit Wasser- und Wallgraben errichtet, 1170 erstmals genannt, - Stall: Erdgeschoss massiv, sechsjochige, vorkragende Oberlaube, Fachwerk, Giebel verschiefert, - Scheune: Stattliche Holzkonstruktion, eine Seite Erdgeschoss massiv, - Taubenhaus: Auf gemauertem zylinderförmigen Unterbau, reich geschnitztes, oktogonales Taubenhaus. | 08962853 |
| Direkt Bild zu diesem Denkmal hochladen | Wohnhaus | Auerbacher Straße 74 (Karte)       | 18. Jahrhundert                | Stattliches barockes Wohnhaus mit Kupferdach und zwei Reihen Dachhäuschen, straßenbildprägend. Zweigeschossiger Bau, Erdgeschoss massiv, Obergeschoss Fachwerk verputzt, Krüppelwalmdach mit zwei Reihen Dachhäuschen. | 08962857 |
| Direkt Bild zu diesem Denkmal hochladen | Wohnstallhaus und hakenförmige Scheune eines Dreiseithofes                                                               | Auerbacher Straße 80 (Karte)       | 18. Jahrhundert                | Wohnstallhaus mit Fachwerk-Obergeschoss, altertümliche Fachwerkkonstruktion mit Kopfstreben, Teil der alten Ortsstruktur, baugeschichtlich von Bedeutung. - Wohnstallhaus: Erdgeschoss massiv, Obergeschoss Fachwerk, mit Kopfband, zum Teil verschiefert, zum Teil durch große Fenster verändert, - Scheune: Große Holzkonstruktion. | 08962861 |
| Direkt Bild zu diesem Denkmal hochladen | Wohnstallhaus (Umgebindehaus) und Scheune eines Zweiseithofes                                                            | Auerbacher Straße 82 (Karte)       | im Innern bezeichnet 1803      | Ehemals Gerberei, Fachwerkbau mit seltener Umgebindekonstruktion, wissenschaftlich-dokumentarischer Wert. - Wohnstallhaus: Erdgeschoss massiv, Obergeschoss mit strebenreichem Fachwerk, zum Teil verschiefert, Krüppelwalmdach, Erdgeschoss mit dreijochigem Umgebinde, - Scheune: Holzkonstruktion. | 08962869 |
| Direkt Bild zu diesem Denkmal hochladen | Wohnstallhaus, hakenförmige Scheune und daran angebautes Stallgebäude (heute Wohnhaus) eines Vierseithofes               | Auerbacher Straße 106 (Karte)      | wohl 2. Hälfte 18. Jahrhundert | Baugeschichtlich und wirtschaftsgeschichtlich von Bedeutung. Zumeist verkleidete Fachwerkbauten, am Wohnstallhaus profilierter barocker Türstock, Teil der alten Ortsstruktur, - Wohnstallhaus und ehemaliger Stall: Erdgeschoss massiv, Obergeschoss Fachwerk verkleidet, am Wohnstallhaus prächtiger, profilierter Türstock, - Scheune: Holzkonstruktion über hakenförmigem Grundriss, alle mit Walmdach. | 08962866 |
| Direkt Bild zu diesem Denkmal hochladen | Wohnhaus | Auerbacher Straße 110 (Karte)      | um 1880/1890                   | Historisierendes Backstein-Wohnhaus, straßenbildprägend. Zweigeschossiger roter Backsteinbau mit aufwendiger Gliederung (Gesimse/Fenster) in gelbem Backstein, zur Zeit der Erfassung Wohn- und Ausbildungszentrum Obercrinitz. | 08962858 |
| Direkt Bild zu diesem Denkmal hochladen | Wohnhaus | Auerbacher Straße 111 (Karte)      | 2. Hälfte 19. Jahrhundert      | Verschiefertes Fachwerk-Wohnhaus, Beispiel für die Fachwerk-Bauweise. Erdgeschoss massiv, Obergeschoss Fachwerk verkleidet, Krüppelwalmdach. | 08962865 |
| Direkt Bild zu diesem Denkmal hochladen | Häuslerhaus | Auerbacher Straße 118 (Karte)      | Anfang 19. Jahrhundert         | Sozialgeschichtlich von Bedeutung, kleines Häuslerhaus, Teil des Straßenbildes. Erdgeschoss massiv, Obergeschoss Fachwerk, verputzt, Giebel verschiefert. | 08962859 |
| Direkt Bild zu diesem Denkmal hochladen | Wohnhaus (ohne Anbau) | Auerbacher Straße 120 (Karte)      | 1. Hälfte 19. Jahrhundert      | Großes Wohnhaus mit Fachwerk-Obergeschoss, baulich verändertes Umgebindehaus (Umgebinde rekonstruiert), Teil der alten Ortsstruktur. Erdgeschoss massiv, Obergeschoss Fachwerk verputzt, Giebel verschiefert. | 08962860 |
| Direkt Bild zu diesem Denkmal hochladen | Wohnhaus und hakenförmige Stall-Scheune eines Dreiseithofes                                                              | Auerbacher Straße 134 (Karte)      | 2. Hälfte 19. Jahrhundert      | Baugeschichtlich und wirtschaftsgeschichtlich von Bedeutung, großes Fachwerk-Wohnhaus, Teil der alten Ortsstruktur. Erdgeschoss massiv, Steingewände, Garageneinbau, Obergeschoss Fachwerk, Scheune: Erdgeschoss Sandsteinquader, Obergeschoss Holzkonstruktion, Stall ebenso, Obergeschoss Fachwerk verschiefert. | 08962877 |
| Direkt Bild zu diesem Denkmal hochladen | Häuslerhaus | Gartenstraße 3 (Karte)             | bezeichnet 1852                | Sozialgeschichtlich von Bedeutung, Obergeschoss Fachwerk, klassizistisches Portal, Teil der alten Ortsstruktur. Erdgeschoss massiv, Obergeschoss Fachwerk verbrettert, Krüppelwalmdach, kräftiger Türsturz. | 08962862 |
| Direkt Bild zu diesem Denkmal hochladen | Häuslerhaus | Gartenstraße 5 (Karte)             | Mitte 19. Jahrhundert          | Sozialgeschichtlich von Bedeutung, Obergeschoss Fachwerk, Teil der alten Ortsstruktur. Erdgeschoss massiv, Steingewände, Obergeschoss Fachwerk, verputzt, Giebeldreieck Schiefer. | 08962879 |
| Direkt Bild zu diesem Denkmal hochladen | Häuslerhaus | Mühlgrabenweg 15 (Karte)           | 19. Jahrhundert                | Sozialgeschichtlich von Bedeutung, Obergeschoss Fachwerk, eines der wenigen Denkmäler im oberen Teil des Dorfes. Erdgeschoss massiv, Obergeschoss Fachwerk, komplett verschiefert, zum Teil Zierschiefer. | 08962871 |
| Direkt Bild zu diesem Denkmal hochladen | Wohnhaus | Mühlgrabenweg 16 (Karte)           | bezeichnet 1799                | Baugeschichtlich von Bedeutung, Obergeschoss Fachwerk, barockes Segmentbogenportal, eines der wenigen Denkmäler im oberen Teil des Dorfes. Erdgeschoss massiv mit kräftig profiliertem Türgewände aus Granit, Obergeschoss Fachwerk, vollständig verschiefert. | 08962872 |
| Direkt Bild zu diesem Denkmal hochladen | Wohnstallhaus eines ehemaligen Dreiseithofes (mit Nr. 27)                                                                | Mühlgrabenweg 28 (Karte)           | 1. Hälfte 19. Jahrhundert      | Baugeschichtlich und wirtschaftsgeschichtlich von Bedeutung, großes Fachwerk-Wohnstallhaus, Teil der alten Ortsstruktur. Erdgeschoss massiv, Obergeschoss Fachwerk (verputzt und verschiefert), Satteldach. | 08962873 |

## Lauterhofen
| Bild                                    | Bezeichnung                                                                                   | Lage                                | Datierung                    | Beschreibung | ID       |
| --------------------------------------- | --------------------------------------------------------------------------------------------- | ----------------------------------- | ---------------------------- | --- | -------- |
| Direkt Bild zu diesem Denkmal hochladen | Pechpfanne                                                                                    | Crinitztalstraße - (Karte)          | 19. Jahrhundert              | So genannter Griebenherd zur Gewinnung von Pech, heimatgeschichtliche und ortskundliche Bedeutung. Etwa quadratischer Granitmonolith mit flacher, runder Eintiefung in der Mitte. | 08963884 |
| Direkt Bild zu diesem Denkmal hochladen | Gedenkstein, sogenannter Blitzstein                                                           | Crinitztalstraße 2 (hinter) (Karte) | bezeichnet 1856              | Ortsgeschichtlich von Bedeutung. Bezeichnet 9. July 1856, Granit. | 08962884 |
| Direkt Bild zu diesem Denkmal hochladen | Wohnstallhaus, Scheune und winkelförmig angebaute Stallscheune eines Bauernhofes              | Crinitztalstraße 7 (Karte)          | um 1900                      | Baugeschichtlich und wirtschaftsgeschichtlich von Bedeutung, heimatgeschichtlicher Wert. - Wohnstallhaus: Massiver, zweigeschossiger Bau mit Putzgliederung, Walmdach, - Scheune: Holzkonstruktion, verbrettert, - Stallscheune: Erdgeschoss massiv, Obergeschoss Fachwerk, Ladeluken, Giebeldreieck Schiefer.                                                                  | 08962901 |
| Direkt Bild zu diesem Denkmal hochladen | Scheune, Seitengebäude und ehemalige Stallscheune eines Vierseithofes (Wohnhaus kein Denkmal) | Crinitztalstraße 12 (Karte)         | 2. Hälfte 18. Jahrhundert    | Baugeschichtlich und wirtschaftsgeschichtlich von Bedeutung, gutes Fachwerk-Ensemble. - Scheune: Fachwerk mit Drempel, Durchfahrt, - Ehemalige Stallscheune: Erdgeschoss massiv, zwei Garagen, Obergeschoss Fachwerk, Ladeluke, - Nebengebäude: Erdgeschoss massiv, teils Holzkonstruktion, Obergeschoss Fachwerk, vorkragend, verbrettert.                                     | 08962903 |
| Direkt Bild zu diesem Denkmal hochladen | Wohnstallhaus und Scheune auf Hakengrundriss eines Dreiseithofes                              | Crinitztalstraße 20 (Karte)         | 2. Hälfte 19. Jahrhundert    | Wohnhaus gründerzeitlicher Massivbau mit Putzgliederung, Scheune verbretterte Holzkonstruktion, Teil der alten Ortsstruktur. - Wohnstallhaus: Zweigeschossig, Massivbau mit Putzgliederung, Sockel Polygonmauerwerk, sieben zu vier Achsen, Eckquaderung, Kranzgesims, - Scheune: Auf Hakengrundriss, Holzkonstruktion, verbrettert, Krüppelwalmdach.                           | 08962904 |
| Direkt Bild zu diesem Denkmal hochladen | Häuslerhaus (ohne Anbau)                                                                      | Kirchberger Straße 1 (Karte)        | Schlussstein bezeichnet 1861 | Sozialgeschichtlich von Bedeutung, verkleidete Fachwerk-Häuslerei, Beispiel für die Holzbauweise. Erdgeschoss massiv, Steingewände, Obergeschoss Fachwerk, verputzt, ein Giebel Schiefer, Anbau. | 08962900 |
| Direkt Bild zu diesem Denkmal hochladen | Wohnhaus, Stallscheune und hakenförmig angebaute Scheune eines Vierseithofes                  | Lauterholzer Straße 1 (Karte)       | bezeichnet 1892              | Baugeschichtlich und wirtschaftsgeschichtlich von Bedeutung, schöner gründerzeitlicher Backsteinhof. - Wohnhaus: Sandsteinpolygonsockel, sonst Backstein, schmaler Mittelrisalit mit Bedachung, Zierhölzer im Giebel, eingeschossig mit Drempel, - Stallscheune: Hoher Sandsteinsockel, Drempel Backstein, Dachüberstand, - Scheune: Holzkonstruktion, verbrettert, Durchfahrt. | 08962902 |

## Obercrinitz
| Bild                                    | Bezeichnung                                                      | Lage                                    | Datierung                                     | Beschreibung | ID       |
| --------------------------------------- | ---------------------------------------------------------------- | --------------------------------------- | --------------------------------------------- | --- | -------- |
| Direkt Bild zu diesem Denkmal hochladen | Wohnhaus eines Dreiseithofes                                     | Am Winkel 13 (Karte)                    | 1. Hälfte 19. Jahrhundert                     | Bildprägend durch erhöhte Lage, Fachwerk-Wohnhaus. Erdgeschoss massiv, Obergeschoss Fachwerk, verbrettert, Giebel Schiefer, Satteldach. | 08962893 |
| Direkt Bild zu diesem Denkmal hochladen | Wohnhaus und Scheune eines Hakenhofes                            | Bärenwalder Straße 8 (Karte)            | 2. Hälfte 19. Jahrhundert                     | Großes gründerzeitliches Backstein-Wohnhaus, bildprägende Lage am Ortseingang. - Wohnhaus: Sandsteinpolygonsockel, sonst Backstein mit recht aufwendiger gelber Gliederung,zweigeschossig, sieben zu vier Achsen, - Scheune: Holzkonstruktion, verbrettert. | 08962891 |
| Weitere Bilder                          | Wohnhaus                                                         | Bärenwalder Straße 17 (Karte)           | um 1910                                       | Stattliches, frei stehendes, historistisches Wohnhaus mit mächtigem Dach, Fachwerkgiebel, straßenbildprägend. Zweigeschossiger Massivbau mit profilierten Flachbogenfenstern, aufwendiger Dachausbau in Fachwerk, erfasst unter der Anschrift: Bärenwalder Straße 19. | 08962878 |
| Weitere Bilder                          | St. Johanniskirche Obercrinitz (Kirche)                          | Crinitztalstraße (Karte)                | 1716                                          | Barocke Saalkirche mit mächtigem Dachreiter, schlichter Putzbau mit Strebepfeilern und dreiseitigem Chorschluss, baugeschichtlich, ortsgeschichtlich und ortsbildprägend von Bedeutung. Barocke Saalkirche mit mächtigem Dachreiter von 1716, durchgreifende Umbauten im Stil des Klassizismus 1863, Restaurierungen 1938, 1975/1979 und 1993, schlichter Putzbau mit Strebepfeilern und dreiseitigem Chorschluss, Kirche im Innern flachgedeckt, umlaufende Emporen; durch einen Blitzeinschlag zerstörter Vorgängerbau von 1493 - Altar von 1716 mit Pilastergliederung, verkröpftem Gesims und Volutengiebel. Altargemälde von Konstantin Seitz, Schneeberg: in der Predella Abendmahl, im Hauptfeld Kreuzigungsgruppe, seitlich Petrus und Paulus (Flachschnitzerei). Im Auszug die Grablegung, als Bekrönung der Salvator (Flachschnitzerei). - Hölzerne Taufe von 1716, der Taufengel von 1728. - Orgel von Carl Gottlieb Jehmlich, 1856. - Bildnisse der Pfarrer Besser (gestorben 1630) und Rehbach (gestorben 1684). | 08962885 |
| Direkt Bild zu diesem Denkmal hochladen | Häuslerhaus                                                      | Crinitztalstraße 25 (Karte)             | bezeichnet 1815                               | Sozialgeschichtlich von Bedeutung, verschieferte Fachwerk-Häuslerei, Teil der alten Ortsstruktur. Erdgeschoss massiv, Korbbogenportal mit Schlussstein, Obergeschoss Fachwerk, zwei Seiten verschiefert, im Giebel Fenster zugesetzt, Krüppelwalmdach. | 08962882 |
| Direkt Bild zu diesem Denkmal hochladen | Mord- und Sühnekreuz                                             | Crinitztalstraße 29 (gegenüber) (Karte) | mittelalterlich                               | Geschichtlich von Bedeutung, auf der Vorderseite Schwert eingeritzt. Rund einen Meter hoch, ein Kreuzarm fehlt, auf der Vorderseite Schwert eingeritzt. | 08962881 |
| Direkt Bild zu diesem Denkmal hochladen | Sogenannter Taufstein                                            | Crinitztalstraße 32 (hinter) (Karte)    | 15./16. Jahrhundert                           | Natürlicher Felsblock mit drei ausgehöhlten Sitzen, geschichtlich von Bedeutung. | 08962883 |
| Direkt Bild zu diesem Denkmal hochladen | Wohnhaus                                                         | Crinitztalstraße 43 (Karte)             | um 1800                                       | Sozialgeschichtlich von Bedeutung, kleines Fachwerk-Wohnhaus, mit Fachwerk auch im Erdgeschoss, Seltenheitswert. Erdgeschoss teils Fachwerk auf Granitsockel, teils massiv, Obergeschoss Fachwerk, verschiefert, saniert, über Anbau Frackdach. | 08962910 |
| Direkt Bild zu diesem Denkmal hochladen | Wohnhaus                                                         | Crinitztalstraße 53 (Karte)             | um 1900                                       | Gründerzeitliches Backstein-Wohnhaus, zeittypisch. Eingeschossiger Backsteinbau auf Polygonsockel, mit Drempel, flacher, gegiebelter Mittelrisalit, Gliederung in gelbem Backstein, Reste von Holzzier im Giebel. | 08962911 |
| Direkt Bild zu diesem Denkmal hochladen | Häuslerhaus                                                      | Crinitztalstraße 67 (Karte)             | 1775                                          | Häuslerhaus mit Fachwerk. | 08962898 |
| Direkt Bild zu diesem Denkmal hochladen | Backstein-Mietshaus                                              | Crinitztalstraße 70 (Karte)             | um 1900                                       | Baugeschichtlich von Bedeutung, eines der typischen gründerzeitlichen Backsteinhäuser des Ortes, seltene Zierschnitzerei in den Giebeln und am Dachhäuschen. Zweigeschossiger Backsteinbau auf Sandsteinpolygonsockel, flacher, gegiebelter Mittelrisalit, Gliederung in gelbem Backstein, Zierschnitzerei in den Giebeln und am Dachhäuschen. | 08962912 |
| Direkt Bild zu diesem Denkmal hochladen | Wohnhaus                                                         | Crinitztalstraße 94 (Karte)             | um 1890, im Kern wohl älter (bezeichnet 1778) | Stattliches gründerzeitliches Wohnhaus in Art eines Doppelwohnhaus, im Kern wohl älter, straßenbildprägend. Zweigeschossig, steinerne Tür- und Fenstergewände, aufwendige Gliederung mit profiliertem Gesims, Segment- und Rundbogenfenstern, im Giebel Okuli, deutsches Band. | 08962886 |
| Direkt Bild zu diesem Denkmal hochladen | Häuslerhaus                                                      | Crinitztalstraße 109 (Karte)            | 1. Hälfte 19. Jahrhundert                     | Fachwerk-Häuslerhaus, sozialgeschichtlich von Bedeutung, Teil der alten Ortsbebauung, wissenschaftlich-dokumentarischer Wert. Erdgeschoss massiv, Obergeschoss Fachwerk, Giebel böhmisch verbrettert, die Seite verschiefert. | 08962892 |
| Direkt Bild zu diesem Denkmal hochladen | Mietshaus                                                        | Crinitztalstraße 110 (Karte)            | um 1900                                       | Großes gründerzeitliches Backsteinmietshaus, abwechslungsreiche Gliederung, im Dorfkontext ungewöhnlich durch seine Größe. Langgestreckter Bau, zweigeschossig mit Drempel, abwechslungsreiche Gliederung in gelbem Backstein an Gesimsen und Fensterstürzen, Dachüberstand. | 08962888 |
| Direkt Bild zu diesem Denkmal hochladen | Häuslerhaus                                                      | Crinitzweg 6 (Karte)                    | Anfang 19. Jahrhundert                        | Sozialgeschichtlich von Bedeutung, Fachwerk-Häuslerei, Teil des alten Ortsbildes. Erdgeschoss massiv, Obergeschoss Fachwerk, Giebel verbrettert, Satteldach mit Biberschwanzdeckung. | 08962906 |
| Direkt Bild zu diesem Denkmal hochladen | Wohnhaus (ohne Anbau)                                            | Crinitzweg 9 (Karte)                    | Mitte 19. Jahrhundert                         | Verschiefertes Fachwerk-Wohnhaus, gut ursprünglich erhalten. Erdgeschoss massiv, Steingewände, Garage, Obergeschoss Fachwerk, mit aufwendigem Zierschiefer, alte Fenster. | 08962908 |
| Direkt Bild zu diesem Denkmal hochladen | Wohnhaus                                                         | Crinitzweg 11 (Karte)                   | 1. Hälfte 19. Jahrhundert                     | Fachwerk-Wohnhaus, Teil der alten Ortsstruktur. Erdgeschoss massiv, verändert, Obergeschoss Fachwerk, verschiefert, im Giebel zwei große Fenster. | 08962907 |
| Direkt Bild zu diesem Denkmal hochladen | Häuslerhaus                                                      | Crinitzweg 12 (Karte)                   | 1. Hälfte 19. Jahrhundert                     | Sozialgeschichtlich von Bedeutung, kleine Fachwerk-Häuslerei, weitgehend authentisches Erscheinungsbild. Traufständig, Erdgeschoss massiv, Steingewände, Winterfenster, originale Tür, Obergeschoss Fachwerk, rundum Schiefer. | 08962905 |
| Direkt Bild zu diesem Denkmal hochladen | Häuslerhaus                                                      | Friedensstraße 12 (Karte)               | bezeichnet 1887, im Kern älter                | Sozialgeschichtlich von Bedeutung, Fachwerk-Häuslerei, typische Lage in der Aue. Erdgeschoss massiv, Eckquaderung, profilierte Fenstergewände, Winterfenster, Obergeschoss Fachwerk, rundum verschiefert, originale Fenstergrößen. | 08962896 |
| Direkt Bild zu diesem Denkmal hochladen | Wohnhaus, zwei Seitengebäude und Einfriedung eines Dreiseithofes | Gemeindeweg 7 (Karte)                   | um 1890                                       | Baugeschichtlich, sozialgeschichtlich und wirtschaftsgeschichtlich von Bedeutung. Stattliche, massive, geschlossen erhaltene Anlage der Gründerzeit. Alle drei Gebäude mit gleicher Gliederung: Sandsteinpolygonsockel, sonst verputzt mit Gußgewänden, Gesims und Ableitungsbögen aus Ziegel, Dachüberstand, das Wohnhaus zweigeschossig mit flachem Mittelrisalit, die Nebengebäude eingeschossig mit Drempel, Einfriedung: sieben Pfeiler. | 08962887 |
| Direkt Bild zu diesem Denkmal hochladen | Häuslerhaus                                                      | Gemeindeweg 9 (Karte)                   | Schlussstein bezeichnet 1841                  | Sozialgeschichtlich von Bedeutung, kleine Fachwerk-Häuslerei, Korbbogenportal mit Schlussstein, traditionelle Lage in der Aue. Erdgeschoss massiv, Obergeschoss Fachwerk, Giebel verschiefert, Krüppelwalmdach, originale Fenstergrößen, profilierte flachbogige Tür mit Schlussstein (mit Ankermotiv). | 08962895 |
| Direkt Bild zu diesem Denkmal hochladen | Mietshaus (ohne Anbau) in Ecklage                                | Waldstraße 1 (Karte)                    | bezeichnet 1906 im Giebel                     | Baugeschichtlich von Bedeutung, mächtiges gründerzeitliches Backstein-Mietshaus, platzprägend. Sandsteinpolygonsockel, zweigeschossig, mit Eckauslucht, Risalit, bewegte Dachlandschaft, aufwendige Gliederung in gelbem Backstein. | 08962897 |